# Ding Xia

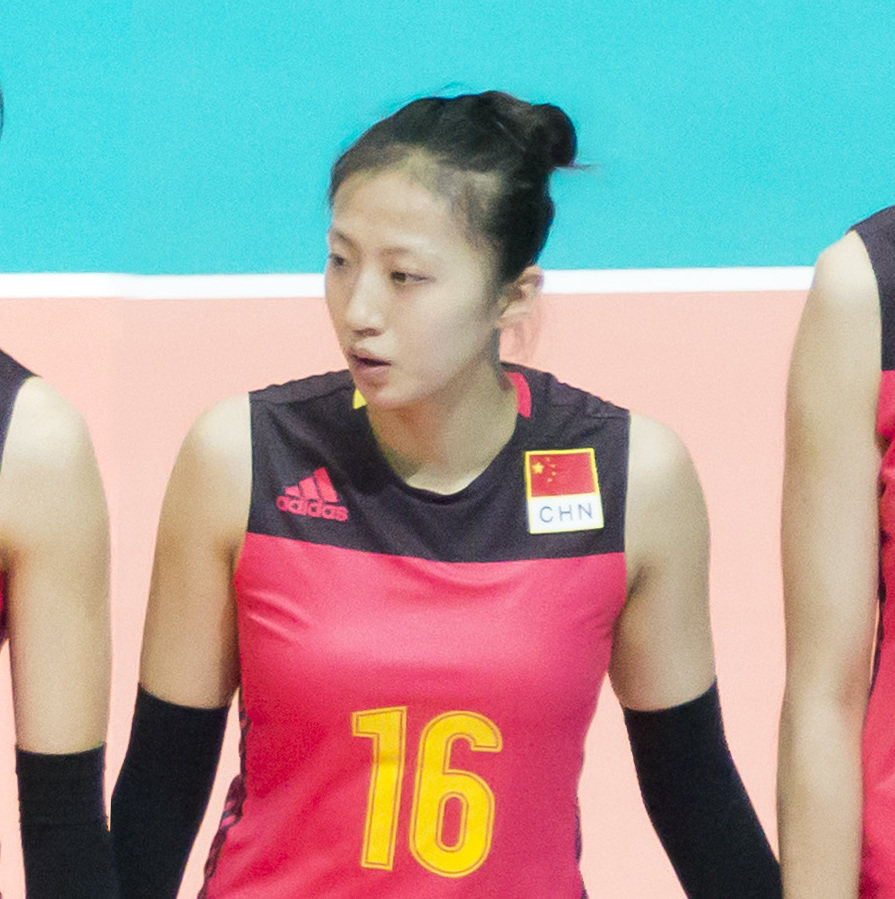
Ding Xia reprezentantką Chin w 2017 roku

Ding Xia (chiń. 丁曉; ur. 13 stycznia 1990 w Shijiazhuang) – chińska siatkarka, reprezentantka kraju, grająca na pozycji rozgrywającej. 
| Ding Xia           | Ding Xia                  | Ding Xia | Ding Xia | Ding Xia | Ding Xia | Ding Xia | Ding Xia | Ding Xia | Ding Xia | Ding Xia |
| ------------------ | ------------------------- | -------- | -------- | -------- | -------- | -------- | -------- | -------- | -------- | -------- |
| Wzrost             | 180 cm                    |          |          |          |          |          |          |          |          |          |
| Pozycja            | rozgrywająca              |          |          |          |          |          |          |          |          |          |
| Informacje klubowe |                           |          |          |          |          |          |          |          |          |          |
| Klub               | Liaoning Brilliance Auto  |          |          |          |          |          |          |          |          |          |
| Numer w klubie     |                           |          |          |          |          |          |          |          |          |          |
| Kariera seniorska  |                           |          |          |          |          |          |          |          |          |          |
| Lata               | Klub                      |          |          |          |          |          |          |          |          |          |
| 2009–2023          | Liaoning Brilliance Auto  |          |          |          |          |          |          |          |          |          |
| 2023–2024          | Grupa Azoty Chemik Police |          |          |          |          |          |          |          |          |          |
| 2024–              | Liaoning Brilliance Auto  |          |          |          |          |          |          |          |          |          |

## Sukcesy klubowe
Superpuchar Polski:
- 2023[4]

Mistrzostwo Polski:
- 2024[5]

## Sukcesy reprezentacyjne
Puchar Azji:
- 2014

Igrzyska Azjatyckie:
- 2018, 2022[6]
- 2014

Mistrzostwa Azji:
- 2015[7]

Puchar Świata:
- 2015[8], 2019

Igrzyska Olimpijskie:
- 2016

Puchar Wielkich Mistrzyń:
- 2017

Liga Narodów:
- 2018

Mistrzostwa Świata:
- 2018

## Nagrody indywidualne
- 2014: Najlepsza rozgrywająca Pucharu Azji
- 2017: Najlepsza rozgrywająca Grand Prix
- 2019: Najlepsza rozgrywająca Pucharu Świata